# Tithorea harmonia
Tithorea harmonia är en fjärilsart som beskrevs av Pieter Cramer 1779. Tithorea harmonia ingår i släktet Tithorea och familjen praktfjärilar. Inga underarter finns listade i Catalogue of Life.

## Bildgalleri

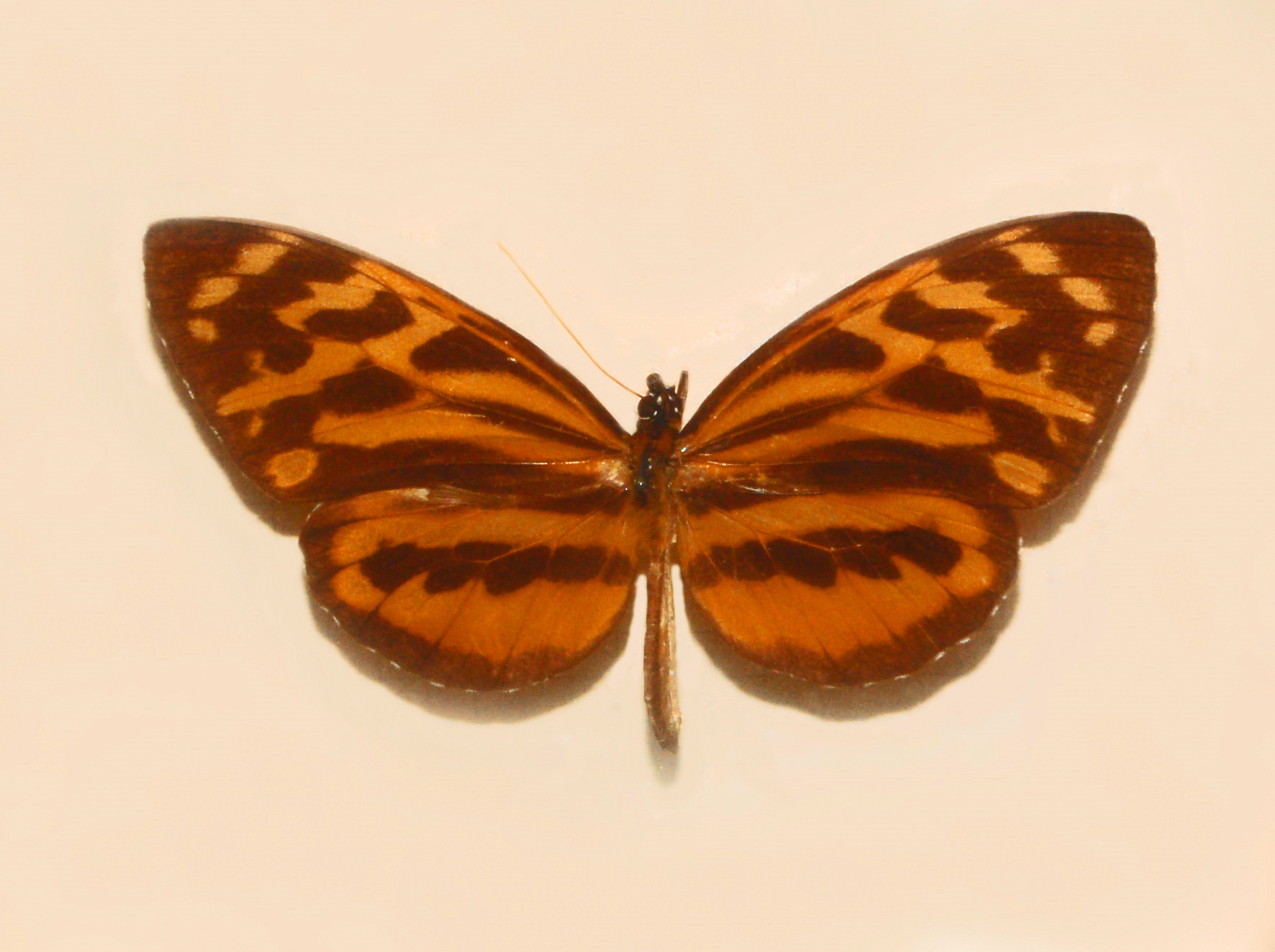